# 白蛆の襲来
『白蛆の襲来』（びゃくしゅのしゅうらい、原題：英: The Coming of the White Worm）は、アメリカ合衆国のホラー小説家クラーク・アシュトン・スミスによる短編ホラー小説。
クトゥルフ神話の1つであり、「エイボンの書」第9章に位置付けられている。
白蛆の怪物ルリム・シャイコース(Rlim Shaikorth)についても解説する。

## 概要
1933年9月に執筆され、当初の仮題は『エウァグの誘惑』であったが途中で改題されて、9月15日に完成した。スミスは執筆中にラヴクラフトと手紙を交わし、また完成後には原稿の写しを送っており、読んだラヴクラフトは「原始的な恐怖があり喜劇的な面もある途方もない断章」と絶賛している。発表は後年となり、『ストリング・サイエンス・ストーリーズ』1941年4月号に掲載された。
スミスのハイパーボリア作品の一つであり、白蛆ルリム・シャイコースの初出。ハイパーボリアは氷期の到来によって滅ぶとされており、本作におけるルリム・シャイコースの襲来も正に冷気そのものという危険なものであったが、阻止された。ハイパーボリア作品群の時系列を整理する試みは、氷期がらみで難航していることが、文庫を手掛けた大瀧啓裕によって語られている。
朱鷺田祐介は「ヒューペルボレアものの中でももっとも後期に書かれた傑作」「ラヴクラフトのクトゥルフ神話とはもはや何の関係もない幻想物語ではあるが、邪神ルリム・シャイコースの邪悪さ、不気味さだけでも一読の価値はある」と解説する。
本作は「エイボンの書」（中世フランス語版）からの抜粋という体裁をとっている。本作があったために、リン・カーターは「エイボンの書」を再現しようという発想に至り、最終的にはロバート・M・プライスが実現させることになる。同様に「エイボンの書」の一部とされる短編作品が多数誕生することとなった。カーターは本作の続編として『極地からの光』を発表しており、書籍版エイボンの書には並んで収録されている。
クトゥルフ神話の文献の一つ「妖蛆の秘密」（ようしゅのひみつ）の、邦訳名の読み「ようしゅ」は、『白蛆の襲来』から影響を受けたもの。

## 作品内容

### あらすじ
ある年の真夏、ムー・トゥラン半島は異常気象に見舞われる。魔道士エウァグは原因を魔術で占おうとするも、うまくいかず、人類に災いをなす邪悪な力が動いていることを悟る。そんな折に、海岸に漂着したガレー船から乗員が全員凍りついたように死んだ状態で見つかる。住民は船ごと火葬に処すも、死体だけは燃えることなく残り、それらが非常に冷たいことから、なんらかの魔術が関与していることが確定する。
続いて沖に流れ着いた巨大氷山から異様な光が放たれ、光を浴びた者たちは、エウァグを除いて全員凍死する。館ごと氷山に転移させられたエウァグは、ドーニとウクス・ロッダンという2人の魔道士と出会い、2人から「エウァグは自分たちと同じように、ルリム・サイコルスに仕えるべく選別された」という説明を受ける。次いでエウァグは氷山の支配者である巨大な白蛆ルリム・サイコルスに謁見し、恐怖しながらも選択の余地などないと悟り、喜んで崇拝し奉仕すると明言する。
白蛆が運営する氷山の要塞イキルスは大陸に沿って海上を移動し、冷気と滅びをふりまく。行く先で同じように魔道士をスカウトし、白蛆の崇拝者は8人となる。全員が崇拝ということで意思を統一する中、エウァクだけは内心で隷属に反発していた。あるとき1人が姿を消し、続いてさらに1人がいなくなる。信者たちは不安を覚えるも、白蛆は「2人はまだ存在する」と述べる。エウァグは、白蛆が太くなったようだと感じ取り、その疑問を伏せつつ議論するが、他の者たちは消えた2人が神によって至高の存在へと昇華したと信じて疑わない。そうして、崇拝の儀式の前夜が巡るごとに、メンバーが消えていき、ついにはエウァグが最後の1人になる。
エウァグが眠り込んでいる神に話しかけると、体内から助けを求める仲間たちの声がし、彼らの話から自分たちが白蛆の食料として連れてこられたことが判明する。すでに白蛆に食べられたドーニから白蛆の弱点が脇腹であると明かされると同時に、「神を殺す者は自分も死ぬ」とも告げられる。造反に踏み切ったエウァグは剣で白蛆を貫き、その傷口から黒い粘液がとめどなく溢れ出し煮えたぎる。逃れようとしたエウァグは粘液に押し流され、落下して氷に叩きつけられて息絶える。
大陸の東の海で、船員たちが巨大な氷山と頂から噴き出す黒い奔流を目撃し、周囲の海域は黒い奔流によって汚染される。氷山は溶けて小さくなっていき、ついに消滅する。
時がたち、魔道士エイボンはエウァグの亡霊を降霊させて聞き取り、「エイボンの書」に記録する。そして、この書物は西暦時代の古フランスに伝わり、現生人類の言語に翻訳される。

### 登場人物
- 魔道士エウァグ - ムー・トゥラン人で、当代のムー・トゥランでは並ぶ者なき魔道士。
- ドーニ - ドゥ―ラスク島出身の魔道士。奇妙な顔立ちと、鮮やかな色の皮膚をしている。旧支配者を信仰する。
- ウクス・ロッダン - ドーニの同胞。
- 5人の魔道士 - 北のポラリオン出身の魔道士たち。異民族であり、異質な魔術を用いる。言語も他の3人には理解不能で、細かい意思疎通ができない。

### 神・その他
- ルリム・サイコルス（ルリム・シャイコース） - 氷山要塞イキルスに君臨する、芋虫のような姿をした邪神。海豹よりも巨大な身体を持ち、頭部には大きな口を備え、眼球のない眼窩からは赤い玉のような涙粒を垂れ流す。死をふりまき、選別した魔道士たちを臣従させる。
- 氷山イキルス（イイーキルス） - 白蛆の移動城塞。呪いの冷光を照射して、万物を凍死させる。そして強い魔道士たちのみを、冷気に慣れた体質へと作り変える。
- プノム - 悪魔祓い師。「プノムの羊皮紙文書」を記した。スミスによると、彼は羊皮紙文書にツァトゥグァの系図を記録して残している[5]。
- 預言者リス - プノムの著に記されるも、誰も理解したことのない「極寒の地に棲むもの」が到来する予言を残した人物。
- 魔道士エイボン - この物語の筆記者。エウァグの亡霊から聞き取って記録した。

## リン・カーター『極地からの光』
カーターが『白蛆の襲来』の初期稿を発見したことで、並行バージョンとして作った作品。アンソロジー『エイボンの書』に収録される。

## ルリム・シャイコース
ルリム・シャイコース(Rlim Shaikorth)は、クトゥルフ神話に登場する架空の神・怪物。クラーク・アシュトン・スミスが創造した。
登場作品は、クラーク・アシュトン・スミスの『白蛆の襲来』。続いてリン・カーターの『極地からの光』で言及される。

### 基本設定
登場作品はCAスミスの『白蛆の襲来』。巨大な氷山「イイーキルス」に乗ってハイパーボリアにやってきた。
巨大な白蛆の姿をしており、尾は胴の体節程の太さで、半ばとぐろを巻く。頭部には大きな口があり、眼球のない眼窩からは赤い小球体を次々とこぼれ落とす。
冷気をふりまいて死をもたらす。発する光を浴びた者は、白く氷結し、火で焼かれようともその氷は溶けず大理石のように白く輝いたままで、その周囲に北極の氷が発するような冷気を振り撒く。
ただし力のある魔道士だけは選別して殺さず、冷気の環境でしか生きられない体へと作り変えたうえで従属させる。神を称して彼らを言葉巧みに欺き、御馳走として喰らう。新月のときに眠り込み、その間だけ取り込まれた魔道士達の魂は意識を取り戻すが、すでに手遅れとなっている。
最終的には造反した魔道士エヴァグによって殺された。この顛末は「エイボンの書」に記されている。
東雅夫は「強烈な存在感に満ちた異次元の邪神ルリム・シャイコースは、旧支配者とは別種の存在として想定されているらしい」と解説している。まずスミスやラヴクラフトの世代では、「旧支配者」という語の定義がはっきりしていない。『白蛆の襲来』に登場した魔道士はもともと旧支配者を崇拝しており、ルリム・シャイコースはそれらとは異なるようである。

### 派生設定
リン・カーターは、スミスとの合作・続編として『極地からの光』を執筆した。本作品によって、炎の神クトゥグアと冷気の神アフーム＝ザーの従者とされる。
アフーム＝ザーの、北極ボレアの眷属たち「冷たきもの」たちの頭とされた。また『陳列室の恐怖』ではレッサー・オールド・ワンというカテゴリとされた。

## 収録
- 『ク・リトル・リトル神話集』国書刊行会、高木国寿訳
- 『エイボンの書 クトゥルフ神話カルトブック』新紀元社、中山てい子訳
- 『ヒュペルボレオス極北神怪譚』創元推理文庫、大瀧啓裕訳